# St. Philippi und Jacobi (Rodishain)

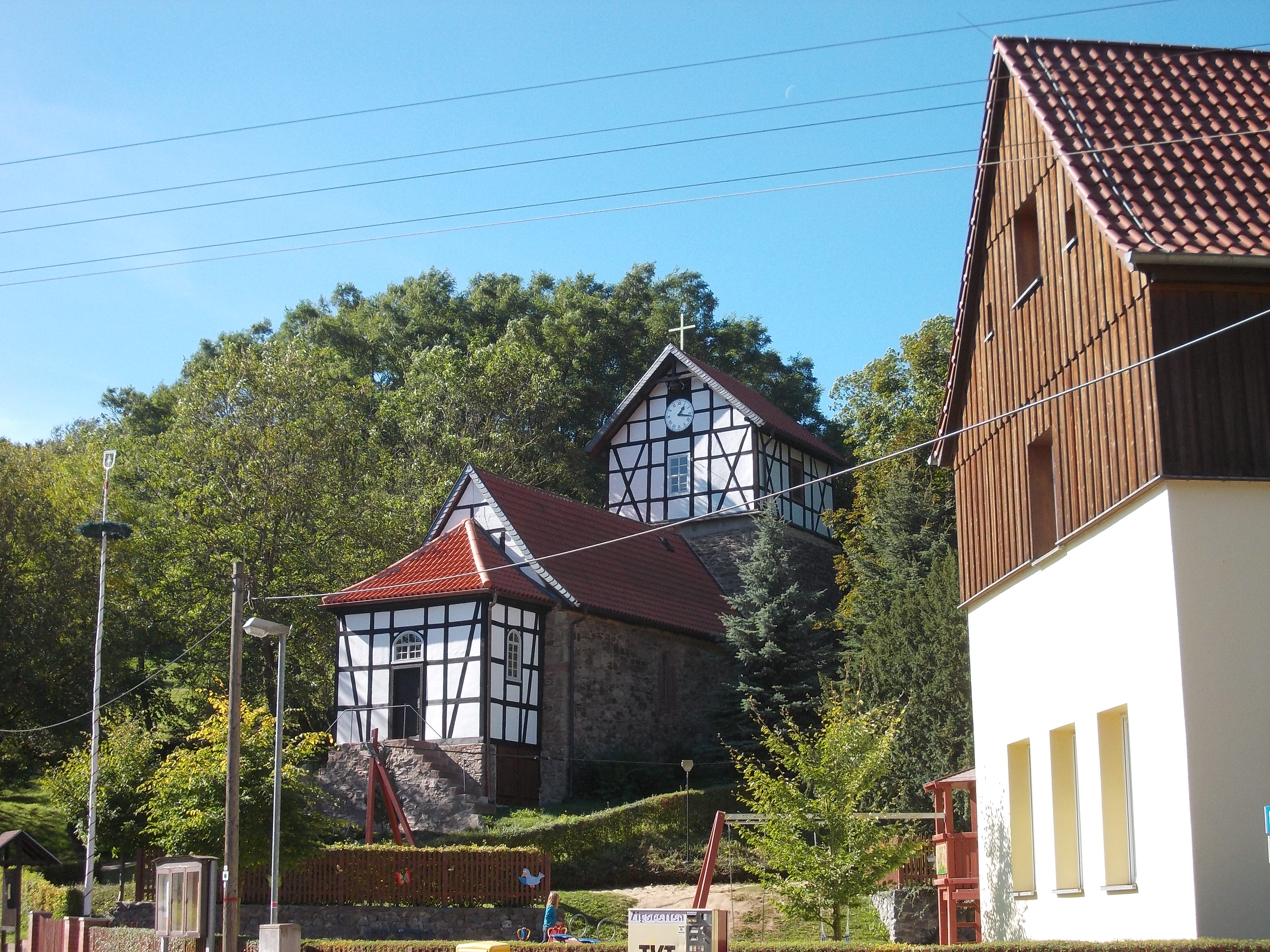
Die Kirche

Die evangelische Dorfkirche St. Philippi und Jacobi steht im Ortsteil Rodishain der Stadt Nordhausen im Landkreis Nordhausen in Thüringen.

## Geschichte
Nach vorliegenden Kirchenunterlagen gab es bereits 1488 im Dorf eine Kirche. Zu dieser Zeit befand sich der örtliche Bergbau im Besitz der Grafen zu Stolberg. Der Vorgängerbau wurde 1531 erwähnt. Das Gotteshaus wurde 1604 als einschiffige Saalkirche erbaut. Der Kirchturm ist quadratisch und hat einen massiven aus Bruchsteinen gemauerten Turmschaft, einen Fachwerkaufsatz und ein ziegelgedecktes Satteldach. An das Langhaus schließt sich östlich die Sakristei an.
Im Jahr 2007 wurde der Kirchturm saniert; das Dach wurde in den Jahren 2008/2009 neu errichtet. Zuletzt fanden umfangreiche Arbeiten im Inneren der Kirche statt.